# Prosseggklamm
Die Prosseggklamm ist eine Klamm des Tauernbachs beim Ort Proßegg in der Gemeinde Matrei in Osttirol.
Der Weg durch die Klamm war früher ein Streckenabschnitt hinauf zum Felber Tauern und kann als Vorläufer der Felbertauern Straße betrachtet werden.

## Weblink
- Projekt Naturerbe Prosseggklamm